# Emballonura serii
Emballonura serii — є одним з видів мішкокрилих кажанів родини Emballonuridae.

## Поширення
Країни поширення: Індонезія, Папуа Нова Гвінея. Цей вид був записана від рівня моря до 300 м над рівнем моря. Цей маловідомий, нічний вид був записаний з вапнякових печер. Він виникає перед заходом сонця для полювання.

## Загрози та охорона
Ймовірно, немає серйозних загроз для цього виду. Потенційною загрозою є порушення печер.